# Antermony Loch
Anternomy Loch ist ein Süßwassersee in den schottischen am Nordrand des Central Belts.

## Beschreibung
Der See liegt am Fuß der Campsie Fells etwa einen Kilometer östlich des Dorfes Milton of Campsie und etwa zwölf Kilometer nordöstlich von Glasgow in der Council Area East Dunbartonshire. Entlang seines Südufers erstreckt sich der Weiler Auchenreoch. Die durch Auchenreoch verlaufende A891 erschließt den See. Bei einer Länge von 640 Metern weist der Antermony Loch eine maximale Breite von 430 Metern auf.
Der Antermony Loch liegt auf einer Höhe von 57 Metern. Aus der Seefläche von 14 Hektar und seiner mittleren Tiefe von 4,1 Metern ergeben sich ein Volumen von rund 0,56 Mio. Kubikmetern und ein Umfang von rund zwei Kilometern. Der See speist sich aus einem Einzugsgebiet von 99 Hektar. Es besteht vornehmlich aus Grasflächen (74 %), während Grundwasser 14 % des Zuflusses ausmacht. Vom Südufer des Antermony Loch fließt ein unbenannter Bach ab, der über Kelvin und Clyde in den Firth of Clyde entwässert.